# Félicité Ongouori Ngoubili
Félicité Ongouori Ngoubili, née le 1er septembre 1959 à Obia, dans le département du Lékoni-Lékori, au Gabon, est une politicienne et diplomate gabonaise. Elle est ministre de la Défense nationale du Gabon  sous la présidence d'Ali Bongo jusqu'à ce qu'il soit déposé par Brice Oligui Nguema lors du coup d'Etat du 30 aout 2023. C'est la troisième femme gabonaise à occuper ce poste.

## Biographie

### Parcours académique
Félicité Ongouori Ngoubili naît dans le village d'Obia dans la province du Haut-Ogooué, au Gabon. Après avoir obtenu son baccalauréat, elle étudie l'histoire à l'université Omar-Bongo entre 1979 et 1984. Elle y obtiendra une licence, puis une maîtrise d'histoire. Ongouori Ngoubili part alors pour la France en 1985, où elle obtient un DEA d'Histoire des Relations Internationales à l'Institut Pierre Renouvin, à Paris.

### Parcours politique
De retour au Gabon, Ongouori Ngoubili devient conseillère des Affaires étrangères en 1986. L'année suivante, en 1987, elle devient ambassadrice directrice de la zone Europe. Entre 1990 à 2002, elle est alors ambassadrice secrétaire générale adjointe et ambassadrice extraordinaire et plénipotentiaire du Gabon auprès du Ghana, du Bénin et du Niger.
De 2002 à 2008, elle est directrice adjointe de cabinet du président de la République chargé des Affaires administratives (2002-2008) sous la présidence d'Omar Bongo.
En juin 2008, elle est promue ambassadrice haute représentante du Gabon en France. Elle a également été ambassadrice du Gabon à Monaco, en Suisse et au Portugal.

## Distinctions
- Ordre de l'Étoile équatoriale
- Officier de l’ordre national du Mérite
- Médaille de la Gendarmerie nationale
- Officier de l’ordre national du Mérite français[3]